# 岩本麻奈
岩本 麻奈（いわもと まな、1964年12月4日 - ）は、日本の皮膚科医、作家、コスメプロデューサー、美容ジャーナリスト、政治家。参政党所属の参議院議員（1期）。本名は富田 麻奈（とみた まな）。

## 人物・略歴
- 東京都世田谷区生まれ。両親は多摩市郊外の聖蹟桜ケ丘で産婦人科・皮膚泌尿器科の病院を開業していた[3]。父は海軍兵学校７７期。終戦を迎えたのち、九州大学医学部卒業、母は東京女子医学専門学校（現：東京女子医科大学）出身[3]。
- 千代田区立番町小学校、千代田区立麹町中学校、東京都立富士高等学校を経て、東京女子医科大学医学部を卒業[3]。慶應義塾大学医学部皮膚科教室での研修後、皮膚科専門医として市中病院勤務。1997年に渡仏。成人男子3人の母。
- 大学病院などでレーザー治療をはじめ美容皮膚科学、抗老化医学などを研修。それと同時に、アロマテラピー、フィトテラピーなど、ハーブを用いた自然療法や予防医学を学んだ。
- EU圏の大手製薬会社やコスメ・メーカーのアドバイザー、日本にて大手通販会社でのコスメブランド開発に従事した後、2008年に起業している。
- 2025年7月、第27回参議院議員通常選挙に、参政党公認で比例区から立候補し[4]、当選[5]。獲得票数は56,897票で5位。6位の山中泉候補は28,234票で大きく差を広げての初当選となった。4位の松田学候補の得票数は88,419票。

## 活動
- 日本のクリニックのコンサルタントや仏系大手製薬会社コンサルタントを務める傍ら、コスメプロデューサー、美容ジャーナリストとしても活動している。
- 日仏の美と健康に関する情報を収集しつつ、独自の視点を交え、美容情報に翻弄される日本人女性の肌に警鐘を鳴らし、皮膚の活力を高める健康的な肌作り・美肌にとどまらないトータルの美しさを提唱している。
- ヴァンサンカン、ヴォーチェ、HERS、STORY、美スト、女性セブンなど、女性誌への掲載が多い。
- 『金の王様、銀の王様』、NHKの教育番組のコメンテーター、『ホンマでっか!?TV』、『深イイ話』などのTV番組に出演。トークショー、講演会などのイベント活動も行っている。

## 肩書
- 一般社団法人コスメティック協会 名誉理事長
- 巡活マッサージ(R) テクニカルスーパーバイザー
- 日本皮膚科学会認定 皮膚科専門医
- 温泉療法医
- コスメプロデューサー
- 美容ジャーナリスト
- WOSIAM（World Society Interdisciplinary Anti-Aging Medicine ）世界アンチエイジング医学会 会員
- 一般社団法人・日本温活協会・理事長
- 一般社団法人・日本美容内科学会・副理事長
- 一般社団法人・日本先進医療臨床研究会・顧問
- 一般社団法人・国際臨床再生医療学会・学術顧問
- 一般財団法人・内面美容医学財団・学術理事
- 一般社団法人・日本フェムテックマイスター協会・学術理事
- 一般社団法人・日本ウェルエイジング検定協会・理事
- 一般社団法人・国際美容医療アートメイク協会・理事
- 一般社団法人・日本ヘンプ協会・評議員
- 臨床CBDオイル研究会・ボードメンバー
- 日本臨床カンナビノイド学会・認定登録医
- 一般社団法人・日本フィトセラピー協会・理事
- 巡活®マッサージ・スーパーバイザー
- 早稲田大学スポーツ科学研究所・招聘研究員

## 書籍
- 「パリで生まれた奇跡の日本野菜ー山下農道の神髄」（日本経済新聞出版社）ISBN 4296118560
- 「フランスの教育・子育てから学ぶ 人生に消しゴムを使わない生き方」（日本経済新聞出版社）ISBN 4532176050
- 「生涯恋愛現役 女のセンシュアル・エイジング入門」 (ディスカヴァー携書)　ISBN 4799318616
- 「生涯男性現役 男のセンシュアル・エイジング入門」（ディスカヴァー携書）ISBN 4799318624
- 「パリのマダムに学ぶ生涯恋愛現役の秘訣」（ディスカヴァー・トゥエンティワン）ISBN 4799316141
- 「パリジェンヌより綺麗になる! 秘密のスキンケア」（西村書店）ISBN 489013753X
- 「日本女性のための本当のスキンケア」（洋泉社）
- 「女性誌にはゼッタイ書けないコスメの常識』（ディスカヴァー・トゥエンティワン）ISBN 4887598254
- 「美の事典」（WAVE出版）
- 「Dr.MANAのすっぴん肌力』（講談社）
- 「Dr.MANAのそんな肌でいいのですか？』（講談社）
- 「パリで生まれた奇跡の日本野菜ー山下農道の神髄」（日本経済新聞出版社）
- 「睡眠美容のススメ」（西村書店）
- 「永遠美貌—女医が実践するいつまでたってもキレイの事典」（ディスカヴァー２１）
- 「結婚という呪いから逃げられる生き方 - フランス女性に学ぶ」（ワニブックス）

## 監修・アドバイスした化粧品
- アベンヌ、アデルマ（ピエールファーブルジャポン）
- ハイドロキシダーゼ（オメガファーマ社）
- エクスボーテ（ジークス）
- デクレオール（資生堂プロフェッショナル）
- ドクター・ルノー（マンダム）
- トゥシェナ（ディノス）
- トリコ・プラチナム（セレクトビューティ）
- マジエージュ（MuMs）

## 選挙
| 当落 | 選挙                     | 執行日         | 年齢 | 選挙区       | 政党   | 得票数    | 得票率 | 定数 | 得票順位 /候補者数 | 政党内比例順位 /政党当選者数 |
| ---- | ------------------------ | -------------- | ---- | ------------ | ------ | --------- | ------ | ---- | ------------------ | ---------------------------- |
| 当   | 第27回参議院議員通常選挙 | 2025年07月20日 | 60   | 参議院比例区 | 参政党 | 5万6897票 | ーー   | 50   | 5/12               | 5/7                          |